# 아무것도 아니면서 모든것인 나
《아무것도 아니면서 모든것인 나》는 2003년 9월 8일, 열림원에서 발행한, 시인 최승호의 열한 번째 시집이다. 2003년 제3회 미당문학상 수상작 '텔레비전'을 비롯 모두 57편의 시를 모아 책으로 엮었다.

## 목차
- 시집을 펴내며

- 뭉게구름
- 그림자
- 여울에서
- 돌의 맛
- 여울이 歌王
- 백만년이 넘도록 맺힌 이슬
- 人魚에 대한 상상
- 물뱀
- 백세주병이 버려져 있는 해질녘
- 열목어
- 물허벅
- 아지랑이
- 피서지에서
- 부두의 오후
- 화분
- 비 분류법
- 물방울무늬 넥타이를 맨 익사체
- 무지개
- 砂丘에서
- 죽뻘
- 조개껍질
- 중생대의 뼈
- 재 위의 들장미
- 태양의 납골묘
- 도마뱀
- 거울
- 거울과 눈
- 자연
- 고요한 새장
- 검은 돌
- 돌부리
- 멸치와 고행자
- 텔레비전
- 바보성인에 대한 기억
- 공터의 소
- 기암괴석 앞에서
- 아무 일 없었던 나
- 구름들
- 가을 잠자리
- 붉은벽돌집의 가을에
- 달과 도마
- 비둘기의 벽화
- 기러기 반 마리
- 자살의 풍경
- 검은 고양이
- 가난한 사람들
- 붕괴되는 사과
- 시치미떼기
- 끈
- 두엄
- 휘발
- 범눈송이
- 멍게
- 수평선
- 落照
- 고요
- 櫓

- 해설: 시선의 시학 - 성민엽